# YSES 2 b
YSES 2 b es un exoplaneta que orbita la estrella YSES 2 (TYC 8984-2245-1) en la constelación de Musca. Fue descubierto mediante imágenes directas por Bohn et al. en 2021. El planeta está inusualmente lejos de su joven estrella anfitriona.
Su periodo orbital es de 1176.5 años terrestres, con un semieje mayor de 114 UA. Su masa es de 6.3+1.6
−0.9 masas de Júpiter y su radio es de aproximadamente 1.14 radios de Júpiter.
YSES 2, su estrella anfitriona, es una estrella joven similar al Sol. Se encuentra aproximadamente a 360 años luz de la Tierra en la asociación estelar de Scorpius-Centaurus. Su edad es de 14 millones de años.